# HD 23472
HD 23472 è una stella nana arancione, situata nella costellazione del Reticolo a 127 anni luce di distanza dal sistema solare, con cinque pianeti in orbita attorna ad essa.

## Sistema planetario
Nel 2019 vennero scoperti i primi due pianeti e nel 2022 i rimanenti tre, grazie allo spettrografo Espresso installato sul Very Large Telescope dell'ESO, che ha permesso una caratterizzazione precisa dei pianeti.
Di seguito un prospetto del sistema:
| Pianeta | Tipo           | Massa                 | Raggio                | Periodo orb.               | Sem. maggiore      | Eccentricità          | Incl. orbita        | Scoperta |
| ------- | -------------- | --------------------- | --------------------- | -------------------------- | ------------------ | --------------------- | ------------------- | -------- |
| b       | Super Terra    | 8,32+0,78 −0,79 M⊕    | 2,0+0,11 −0,10 R⊕     | 17,667097 ± 0,00004 giorni | 0,1162 ± 0,0018 UA | 0,0720+0,0400 −0,0390 | 88,93° ± 0,16°      | 2019     |
| c       | Super Terra    | 3,41+0,88 −0,81 M⊕    | 1,87+0,12 −0,11 R⊕    | 29,79749 ± 0,00014 giorni  | 0,1646 ± 0,0024 UA | 0,0630+0,0540 −0,0430 | 89,095+0,089 −0,073 | 2019     |
| d       | Super Mercurio | 0,55+0,21 −0,20 M⊕    | 0,750+0,067 −0,057 R⊕ | 3,97664 ± 0.00004 giorni   | 0,0430 ± 0,0006 UA | 00700+0,0500 −0,0470  | 87,95+1,20 −0,87    | 2022     |
| e       | Super Mercurio | 0,72+0,28 −0,27 M⊕    | 0,818+0,080 −0,065 R⊕ | 7,90754 ± 0,00011 giorni   | 0,0680 ± 0,0010 UA | 0,0700+0,0520 −0,0470 | 88,63+0,80 −0,56    | 2022     |
| f       | Super Terra    | 0,770+0,440 −0,400 M⊕ | 1,137+0,084 −0,077 R⊕ | 12,16218 ± 0.00012 giorni  | 0,0906 ± 0,0014 UA | 0,0700+0,0480 −0,0510 | 88,81+0,58 −0,32    | 2022     |